# Granma (tỉnh)
Granma là một tỉnh của Cuba. Thủ phủ là Bayamo. Các thị xã quan trọng khác có Manzanillo (một đô thị cảng bên vịnh Guacanayabo) và Pilón.
Tỉnh này được đặt tên theo du thuyền Granma, được Che Guevara và Fidel Castro sử dụng để đổ bộ vào Cuba cùng 82 chiến sĩ du kích vào năm 1956. Người Mỹ bán chiếc du thuyền này sau khi đã sử dụng ở Mexico đã đặt tên du thuyền này theo tên mẹ mình.

## Kinh tế
Kinh tế tỉnh này chủ yếu là nông nghiệp, trồng cà phê.

## Các hạt
| Hạt            | Dân số (2004) | Diện tích (km²) | Vị trí                                        | Ghi chú |
| -------------- | ------------- | --------------- | --------------------------------------------- | ------- |
| Bartolomé Masó | 53024         | 629             | 20°10′7″B 76°56′33″T / 20,16861°B 76,9425°T   |         |
| Bayamo         | 222118        | 918             | 20°22′54″B 76°38′33″T / 20,38167°B 76,6425°T  | Tỉnh lỵ |
| Buey Arriba    | 31327         | 452             | 20°10′25″B 76°44′57″T / 20,17361°B 76,74917°T |         |
| Campechuela    | 46092         | 577             | 20°14′0″B 77°16′44″T / 20,23333°B 77,27889°T  |         |
| Cauto Cristo   | 21159         | 550             | 20°33′44″B 76°28′10″T / 20,56222°B 76,46944°T |         |
| Guisa          | 50923         | 596             | 20°15′40″B 76°32′17″T / 20,26111°B 76,53806°T |         |
| Jiguaní        | 60320         | 646             | 20°22′24″B 76°25′20″T / 20,37333°B 76,42222°T |         |
| Manzanillo     | 130789        | 498             | 20°20′23″B 77°06′31″T / 20,33972°B 77,10861°T |         |
| Media Luna     | 35330         | 376             | 20°08′40″B 77°26′10″T / 20,14444°B 77,43611°T |         |
| Niquero        | 41252         | 582             | 20°02′50″B 77°34′41″T / 20,04722°B 77,57806°T |         |
| Pilón          | 29751         | 462             | 19°54′20″B 77°19′15″T / 19,90556°B 77,32083°T |         |
| Río Cauto      | 47833         | 1500            | 20°33′50″B 76°55′2″T / 20,56389°B 76,91722°T  |         |
| Yara           | 59415         | 576             | 20°16′37″B 76°56′49″T / 20,27694°B 76,94694°T |         |

Nguồn: Dân số theo điều tra năm 2004. Area from 1976 municipal re-distribution.

## Dân số
Năm 2004, tỉnh Granma có dân số 829.333 người. Tổng diện tích 8.375,49 km² (3.233,8 mi²), mật độ dân số là 99,0người/km² (256,4người/sq mi).